# Büschelbach

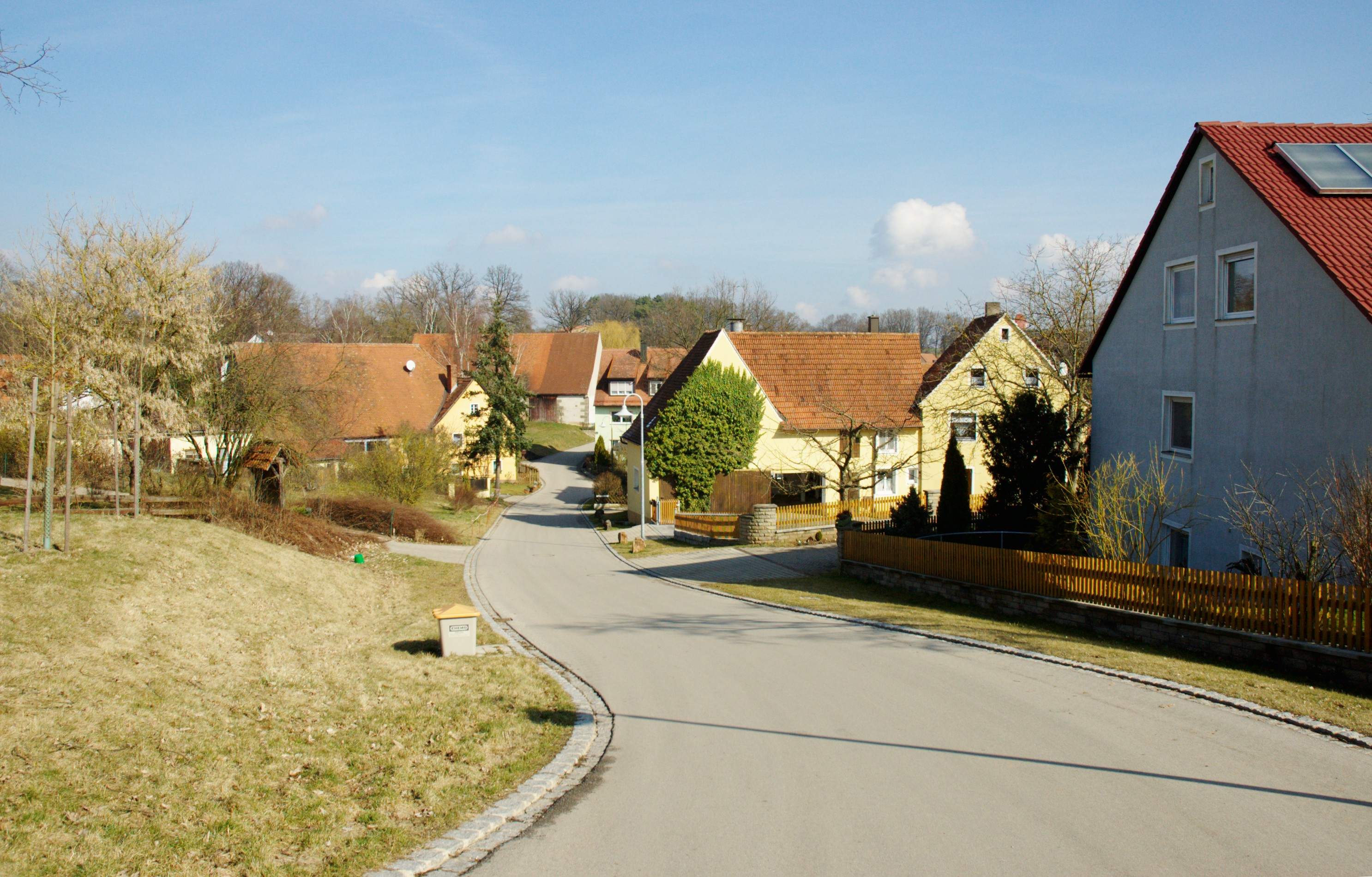
Ortsansicht

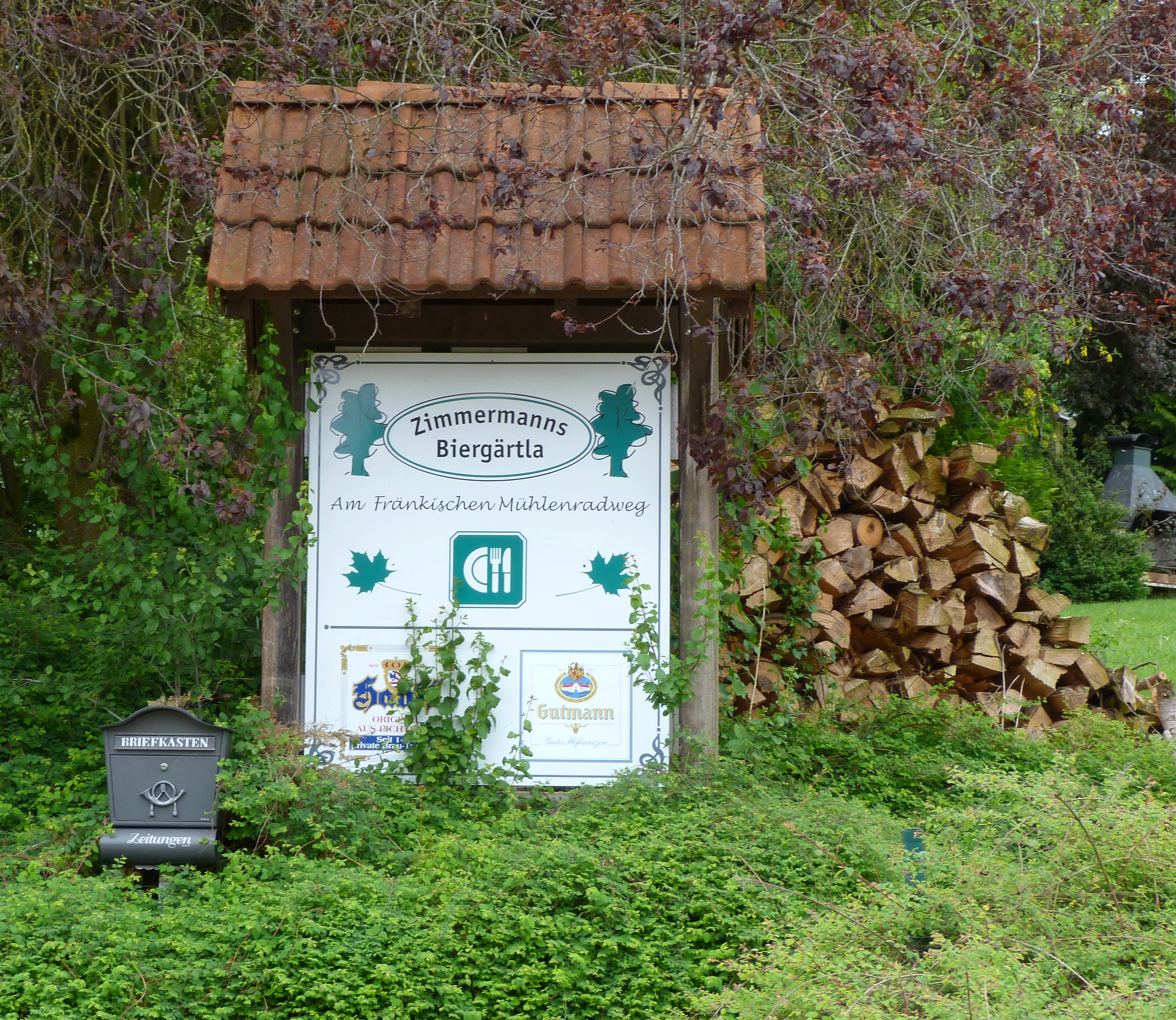
Zimmermanns Biergärtla

Büschelbach (fränkisch: Bischlba) ist ein Gemeindeteil des Marktes Lichtenau im Landkreis Ansbach (Mittelfranken, Bayern). Büschelbach liegt in der Gemarkung Malmersdorf.

## Geografie
Das Dorf liegt am Büschelbach, einem linken Zufluss der Fränkischen Rezat. 0,5 km westlich erhebt sich der Büschelberg (454 m ü. NHN), 0,5 km südwestlich liegt die Flur Salzleite, östlich schließt sich das Waldgebiet Reisig an. Gemeindeverbindungsstraßen führen nach Herpersdorf (1,4 km westlich) und Petersaurach (2,2 km nordöstlich) jeweils zur Staatsstraße 2412 und nach Immeldorf (1,5 km südlich).

## Geschichte
Der Ort 1166 wurde als „Biscofesbah“ (=zum Bach des Bischofs) erstmals urkundlich erwähnt. Als Grundherren sind die Bischöfe von Würzburg bezeugt, die die Errichtung der Siedlung auch veranlasst haben. Aufgrund der ungünstigen Bodenlage ist davon auszugehen, dass der Ort erst um diese Zeit gegründet wurde.
Dorfherren waren ursprünglich die Herren von Heideck, von Vestenberg, die Stadt Nürnberg, das Gumbertusstift, die Burggrafen von Nürnberg, später die Markgrafen. Die drei Heideck’schen Güter erwarb das Kloster Heilsbronn 1327. 1331 erhielt das Kloster durch Schenkung Gefälle in Büschelbach. Konrad von Vestenberg verkaufte 1339 an das Kloster einen Hof zu Büschelbach und 1344 einen weiteren Hof. Durch eine Schenkung des Großhaslacher Pfarrers Seyfried erhielt das Kloster ein Gefälle.
Im Salbuch des nürnbergischen Pflegamtes Lichtenau von 1515 wurden für Büschelbach 8 Untertansfamilien angegeben: 4 Untertanen unterstanden der Reichsstadt Nürnberg, 3 Untertanen dem Kloster Heilsbronn und 1 Untertan den „Pfaffen gen anspach“.
Im 16-Punkte-Bericht des Klosteramts Heilsbronn aus dem Jahr 1608 wurden für Büschelbach 2 Bauern und 1 Köbler angegeben, die dem Klosterverwalteramt Heilsbronn unterstanden. Daneben waren das Stiftsamt Ansbach und die Reichsstadt Nürnberg Grundherren. Einen Gemeindeherrn gab es nicht.
In der Amtsbeschreibung des Pflegamtes Lichtenau aus dem Jahr 1748 zählte der Ort zur Hauptmannschaft Immeldorf. Es gab 8 Untertansfamilien, von denen vier nürnbergisch waren.
Gegen Ende des 18. Jahrhunderts gab es in Büschelbach 11 Anwesen und ein Gemeindehirtenhaus. Das Hochgericht übte das Pflegamt Lichtenau aus. Einen Gemeindeherrn gab es nicht. Grundherren waren das Fürstentum Ansbach (Klosterverwalteramt Heilsbronn: 2 Höfe, 2 Halbhöfe; Stiftsamt Ansbach: 2 Güter), Nürnberger Eigenherren (von Tucher: 2 Halbhöfe, von Imhof: 1 Hof, 1 Gütlein) und das Pflegamt Lichtenau (1 Gütlein).
Im Rahmen des Gemeindeedikts wurde Büschelbach dem 1808 gebildeten Steuerdistrikt Immeldorf und der 1810 gegründeten Ruralgemeinde Immeldorf zugeordnet. Mit dem Zweiten Gemeindeedikt (1818) wurde Büschelbach in die neu gebildete Ruralgemeinde Malmersdorf umgemeindet. Diese wurde am 1. April 1971 im Zuge der Gebietsreform in Bayern in die Gemeinde Lichtenau eingegliedert.

### Bodendenkmal
- Etwas östlich des Ortes gibt es Grabhügel vorgeschichtlicher Zeitstellung und eine Siedlung der Steinzeit.[15]

### Einwohnerentwicklung
| Jahr      | 001818 | 001840 | 001861 | 001871 | 001885 | 001900 | 001925 | 001950 | 001961 | 001970 | 001987 |
| Einwohner | 90     | 80     | 95     | 76     | 97     | 80     | 84     | 118    | 76     | 63     | 75     |
| Häuser    | 15     | 15     |        |        | 17     | 16     | 15     | 15     | 14     |        | 20     |
| Quelle    | [ 17 ] | [ 18 ] | [ 19 ] | [ 20 ] | [ 21 ] | [ 22 ] | [ 23 ] | [ 24 ] | [ 25 ] | [ 26 ] | [ 1 ]  |

## Religion
Der Ort ist seit der Reformation evangelisch-lutherisch geprägt und nach St. Georg (Immeldorf) gepfarrt. Die Einwohner römisch-katholischer Konfession sind nach St. Johannes (Lichtenau) gepfarrt.